# Lingua nyindrou
La lingua nyindrou (o lindau, o lindrou o nyada o salien) è una delle lingue delle isole dell'Ammiragliato, appartenente alla famiglia linguistica delle lingue austronesiane, ramo maleo-polinesiaco. La lingua è parlata da 4 200 locutori, nell'isola di Manus (in dieci villaggi della costa occidentale). Esiste un dialetto, il babon parlato in tre villaggi meridionali.

La tipologia della lingua è di tipo SVO.